# Jean de Montreuil
Jean Charlin de Montreuil, auch Johannes de Monsterolio (* 1354 in Monthureux-le-Sec, Herzogtum Lothringen; † 29. Mai 1418 in Paris), war ein französischer Gelehrter des Renaissance-Humanismus, der sich als politischer Schriftsteller betätigte. Ab 1390 diente er Karl VI. von Frankreich als Sekretär. In dieser Funktion wurde er zu diplomatischen Missionen nach England und Schottland, ins Heilige Römische Reich, nach Italien, zum Papst nach Avignon und nach Burgund entsandt.

## Leben
Jean de Montreuil, Spross einer bürgerlichen Familie, studierte am Collège de Navarre der Universität von Paris. Er tat in einen Orden ein und diente ab 1375 dem Bischof von Beauvais, Miles de Dormans (1343–1387), welcher 1380 Kanzler von Frankreich wurde, als Sekretär. 1384 begleitete er ihn in der Entourage des Condottiere Enguerrand VII. de Coucy auf eine Mission nach Italien, in der es darum ging Ludwig I. von Anjou als König von Neapel durchzusetzen. Damals traf Jean de Montreuil den Kanzler von Florenz, Coluccio Salutati. Im humanistischen Milieu der Toskana wurde er auf die Werke von Francesco Petrarca und Giovanni Boccaccio aufmerksam.
1390 wurde er Sekretär König Karls VI. In dieser Funktion diente er der französischen Krone bis zu seinem Tod. Ein bedeutendes Einkommen sicherten ihm verschiedene Pfründe: 1394 wurde er Propst des Kapitels von Saint-Pierre in Lille, außerdem wurde er Kanoniker in Beauvais und Rouen.
Mit anderen Gelehrten verband er sich in Paris zu einem ersten Zirkel des französischen Humanismus, der mit Vorliebe die Werke von Autoren der klassischen Antike besprach. Auch verkehrte er in der Gesellschaft um Isabeau de Bavière, die als inoffizielle Regentin Frankreichs die Regierungsgeschäfte übernahm, als Karl VI. ab 1392 Anfälle von Wahnsinn bekam. Um 1400 gehörte er zu den Teilnehmern eines Literatenstreits um den Rosenroman von Guillaume de Lorris und Jean de Meung.
Jean de Montreuil fand einen gewaltsamen Tod, als 1418 Bourguignons Paris einnahmen.

## Schriften (Auswahl)
- Regali ex progenie. Propagandistisches Pamphlet im Kontext des Hundertjährigen Kriegs.
- À toute la chevalerie. Politische Schrift an den französischen Adel, zwischen 1406 und 1412.
- Traité contre les Anglais. Kampfschrift gegen Ansprüche des Königs Heinrich V. von England auf die französische Krone, begonnen 1413, abgeschlossen 1416.
- Pamphlet gegen Kaiser Sigismund, den er 1417 nach dessen Annäherung an England im Vertrag von Canterbury als „närrischen Greis“ und „Verehrer liederlicher Weibspersonen“ beschimpfte.[1]
- Perbrevis epilogus gestorum Karoli Magni. Historiografie, 1417.
- De gestis et factis memorabilibus Francorum. Historiografie.
- Opera.
  - Band I: Epistolario. Edizione critica a cura di Ezio Ornato, G. Giappichelli, Turin 1963.
  - Band II: L’œuvre historique et polémique. Édition critique par Nicole Grévy-Pons, Ezio Ornato et Gilbert Ouy, G. Giapichelli, Turin 1975.
  - Band III: Textes divers, appendices et tables. Édition critique par les mêmes, Éditions Cemi, Paris 1981.
  - Band IV: Monsteroliana. Par les mêmes. Édition Cemi, Paris 1986.